# Quy tắc vặn nút chai
Quy tắc vặn nút chai là (cg. quy tắc xoáy đinh ốc), quy tắc xác định chiều của từ trường dòng điện. Đối với dòng điện thẳng, chiều của từ trường là chiều quay của cái vặn nút chai (hoặc của đinh ốc) tiến theo chiều dòng điện. Đối với dòng điện tròn, chiều của từ trường ở trong vòng tròn là chiều tiến của cái vặn nút chai khi nó quay theo chiều dòng điện.